# Мау мау устанак
Мау мау покрет у Кенији обележава етапу борбе аутохтоног становништва против британске колонијалне власти.  Овај покрет је настао двадесетих година 20. века, доживео је врхунац у виду устанка педестих година и значајно је утицао на добијање независности Кеније 1963. године.

## Настанак покрета
Племенска подељеност, унутрашња религиозна расцепканост и економска обесправљеност карактерисали у дугом периоду развој Кеније, што је умногоме отежавало организовану политичку активност против колонизатора. Најбројнија етничка група Кеније Кикују је 1920. године организовала Савез који је иступио са минималним захтевима: додељивање обрадиве земље и ублажавање тешких животних услова. Савез је био чврсто повезан са мисионарским верским организацијама Британаца. Годину дана касније се ствара Млади Кикују савез који се убрзо поларизује на традиционалисте који су против сарадње и прогресисте који су за сарадњу са колонијалном управом. Овај Савез 1922. године прераста у Централни Кикују савез са Џомом Кенијатом на челу. И после његовог прогонстава у Европу 1931. године, Савез наставља рад до 1940. године када га колонијална управа ставља ван закона. Политички покрет аутохтоног становништва добија 1945. године ширу платформу – створен је Савез Афиканаца Кеније, који окупља, не само припаднике Кикују племена, већ и друга племена. Повратак Џома Кенијате у Кенију 1946. године доводи до интензивнијег деловања Савеза Африканаца и све дубљег заоштравања односа са Великом Британијом. Ствара се тајно удружење под називом Мау мау које окупља аутохтоно становништво са циљем борбе против колонијалне власти. У покрет Мау мау ступало се полагањем заклетве, која је носила религиозно-ритуални карактер и захтевала безрезервно извршавање свих задатака. Колонијалне власти дуго нису имале јасну слику о Мау мау, утолико више што су језгро покрета чинили припадници Кикују етничке групе, настањени на источним падинама Абердаревих планина.

## Почетак устанка
До првих оружаних акција припадника Мау мау долази крајем 1948. године и почетком 1949. Обим акција је у почетку сведен на разрачунавање са појединим функционерима колонијалне администрације и колаборационистима, и паљење полицијских станица. До октобра 1952. године устанак се распламсао захватајући подручја настањена етничким групама Кикују, Меру и Ембу. Колонијална власт проглашава октобра 1952. опсадно стање, забрањује рад Савеза Африканаца и хапси око 100 његових најистакнутијих вођа. Џомо Кенијата је у притвору од 8. априла 1953. У то време британски гувернер Кеније располаже једном пешадијском бригадом од три батаљона афричких стрелаца и полицијским снагама јачине око 15 хиљада људи. До краја 1953. године те снаге су појачане на три бригаде и преко 30 хиљада полицајаца, концентрисане у Најробију и већим местима. Активност им је ограничена, у првом реду на обезбеђивање комуникација, заштиту плантажа и рудника, а само су повремено дубље упадале на територију коју су контролисати припадници Мау мау. Тек доласком специјалних снага из метрополе, обједињена је команда над свим колонијалним трупама у источној Африци под Министарством рата у Лондону. Устаници су стављени ван закона, планинска подручја Абердаре и Кенија проглашена су забрањеним подручјима у којима је сваки Африканац сматран непријатељем и убијен, а све оне зоне у којима је било устаника, као и провинција Најроби, специјалним подручјима, у којима је дозвољен претрес сваког црнца. Припадницима Мау мау није признат статус ратника, ради чега је сваки борац, ухваћен с оружјем предаван суду који је имао једину пресуду – вешање. Уколико би се одупирали претресу или покушали да беже, устаници су убијани на лицу места. Упоредо са оваквим суровим мерама, колонијалне власти почеле су да исељавају домородачко становништво у нова подручја, групишући их у насеља под контролом власти. Ради разбијања покрета изнутра, колонијална управа посветила је посебну пажњу стварању домаће гарде, колаборационистичке организације састављене од аутохтоног становништва. Политиком корумпирања племенских вођа, нарочито оних племена која нису узела активнијег учешћа у Мау мау, колонијална управа је формирала за кратко време бројне јединице домаће гарде, ангажујући их за извиђања, обезбеђења полицијских станица, па и за борбена дејства. У свакој полицијској станици, које су окруживале устаничке подручја, формирана је посебна јединица домаће граде са 15 пушака и 35 копљаника.

## Ток устанка
У току 1953. и 1954. операције против Мау мау одвијају се углавном у областима Форт Хола и Њерија. Јединице Мау мау организоване у групма од по 100 бораца, успеле су већ од тада да нанесу колонијалним трупама значајне губитке, тактиком заседа, препада и напада на изоловане полицијске станице. И у Најробију припадници Мау мау изваде појединачне и групне диверзије и саботаже. На челу покрета је општи војни и политички комитет за целу територију Кеније, који је, преко одгуварајућих комитета у областима и провинцијама, руководио оружаном борбом. Организација Мау мау је била паралелена колонијалној административној подели – где год је постојао британски фукционер био је и Мау мау комитет. На место ухапшеног или убијеног вође или функционера покрета долазио је одмах његов заменик. Отуда хапшење Кенијате и осталих вођа устанка није проузроковало осеку оружане борбе. У формацијама Мау мау уведени су и чинови – од десетара до генерала. У току борбе спомиње се име генерала Дедана Киматуа, познатог по успешним акцијама на планинма Абердаре. Мау мау је успоставио ослонац на планинским масивима Абердаре и Кенија, где су стварани и локални органи самоуправе.

## Слом устанка и добијање независности
Крајем 1953. године у Кенију су упућене још две пешадијске бригаде и један инжињерски пук, седам батаљона афричких стралаца, појачане полицијске снаге, док су јединице домаће гарде под командом британских официра, износиле близу 22 хиљаде људи. Децембра 1953. године изведена је и операција Анвил (наковањ) која је трајала до априла 1954. У њеном току ухапшено је и отерано у логоре око 50 хиљада аутохтоних становника, уз немилосрдно прогањање лица за која се претпостављало да имају везе са Мау мау. Истовремено је почела акција прочишћавања устаничких подручја, након чега су предузимана комбинована дејства јаких пешадијских снага уз подршку артиљерије и ваздухопловства. У таковој ситуацији јединице Мау мау напустиле су најјача упоришта, разбиле су се на мање групе, од којих многе падају у руке колонијалним трупама. Од средине 1955. до јануара 1956. године, убијено је око 6 хиљада припадника овог покрета. Упоредо са опсежним војним акцијама, британске власти спроводиле су политику корумприрања племенских вођа, подмићујући их новцем, обећањима, привилегованим положајима. Од припадника домаће гарде образују се спцијалне јединице за противгерилску активност под командом официра обавештајне службе. Свим овим мерама се паралишу војничке акције Мау мау, а на ширем политичком плану доживљавају потпуни пораз. Напредна јавност многих земаља, па чак и у Великој Британији, устаје у одбрану ослободилачког покрета народа Кеније, оштро жигошући британску колонијалну политику, пре свега терор и покољ становништва. Ослободилачни фронт народа Кеније, пре свега снага Мау мау постали су снажан фактор аутохтоног становништва у његовој борби за слободу и независност. Томе је посебно допринео ауторитет Џома Кенијате као најистакнутије личности ових стремљења. Џомо Кенијата пуштен је из затвора 21. августа 1961. после девет година робије. По повратку у Најроби постао председник Кенијске афричке националне уније. Тактички успеси колонијалних трупа нису донели и стратешке резултате. Велика Британија је постигла војничку победу, али је изгубила Кенију, док је Мау мау војнички изгубио, али је допринео ослобођењу Кеније од британске доминације које је наступило 1963. године.
Забрана Мау мау покрета укинута је 2023. године.